# Club Atletisme Viladecans
Club Atletisme Viladecans (CAV) és un club d'atletisme català del municipi de Viladecans fundat el 1981
El Club Atletisme Viladecans fou impulsat per un grup d'atletes afeccionats a les curses de cros i de fons. Participa a la Lliga Catalana de clubs malgrat que no disposa d'instal·lacions pròpies. Té una escola d'atletisme, d'on han sorgit marxadors de primera línea, com Maria Vasco, David Márquez Laguna i Beatriz Pascual i Rodríguez, o el corredor d'obstacles Marc Antoni Cepeda Martín, tots ells internacionals. El CAV utilitza les instal·lacions del Camp Municipal de Beisbol de Viladecans.